# ジェラール・コルビオ
ジェラール・コルビオ（Gérard Corbiau, 1941年9月19日 - ）は、ベルギーのブリュッセル出身の映画監督・脚本家。妻のアンドレと共に脚本を書いている。

## 主な監督作品
- 仮面の中のアリア Le Maître de musique (1988)
- めざめの時 L'Année de l'éveil (1991)
- カストラート Farinelli (1994)
- 王は踊る Le Roi danse (2000)